# 상평초등학교
상평초등학교는 대한민국 강원특별자치도 양양군 서면 상평리에 있는 공립 초등학교다.

## 학교 연혁
- 1934년 10월 10일 상평공립보통학교 개교
- 1938년 4월 1일 상평공립심상소학교로 개칭
- 1941년 4월 1일 상평공립국민학교로 개칭
- 1972년 3월 21일 장승분교장 개교
- 1989년 3월 1일 공수전분교장 편입
- 1992년 3월 1일 현서분교장, 갈천분교장 편입
- 1996년 3월 1일 상평초등학교로 개명
- 2013년 8월 26일 웃뜰관(다목적실 및 급식소) 개관
- 2013년 11월 2일 전국 학교스포츠클럽대회(플라잉디스크골프) 우승
- 2016년 10월 4일 천연잔디 운동장 완공
- 2018년 2월 2일 제74회 졸업식 거행(누계 5,000명)(본교 3,351, 공수전 509, 현서 1,140)
- 2018년 3월 1일 제33대 교장 이준일 부임
- 2025년 3월 1일 현서분교장 통폐합

## 참고 자료
- 상평초등학교 - 한국교육학술정보원 학교알리미